# Charles Nolte
Pour les articles homonymes, voir Nolte.
Charles Nolte, né le 3 novembre 1923 à Duluth, Minnesota et mort le 14 janvier 2010 à Minneapolis, est un acteur et un enseignant américain.

## Biographie
Nolte est né à Duluth, Minnesota, puis sa famille s'installe à Wayzata, Minnesota, au début des années 1930. Il finit sa scolarité au lycée de Wayzata en 1941 et se produisit dans une compagnie de théâtre qui plus tard allait devenir le Old Log Theater. Il étudia à l'Université du Minnesota pendant deux ans, puis servit dans la United States Navy de 1943 à 1945. À son retour, il s'inscrivit à l'Université Yale et se spécialisa en anglais avec une option en histoire.
Nolte a commencé sa carrière à Broadway dans une production d'Antoine et Cléopâtre, avec en vedette, Katharine Cornell et dans les rôles secondaires, Charlton Heston, Maureen Stapleton et Tony Randall. Mais c'est son rôle dans la production de Billy Budd en 1951, interprétant le rôle-titre qui a attiré à lui l'attention des critiques et la reconnaissance. Nolte apparaît dans des films tels que : War Paint, The Steel Cage, Ten Seconds to Hell, et Under Ten Flags.
Nolte reprit ses études à l'Université de Minnesota et obtint un doctorat en 1966. Il enseigna à l'Université du Minnesota depuis le début des années 1960 jusqu'à la fin des années 1990. Il écrivit la pièce Do Not Pass Go, qui fut produite Off-Broadway, et les livrets de deux  opéras de Dominick Argento, The Voyage of Edgar Allan Poe et Valentino.
En 2009, Nolte fit don de ses archives personnelles (comprenant des manuscrits, des photos, des notes de lectures et de films) à la Jean-Nickolaus Tretter Collection pour les études gay, lesbiennes et transgenres de l'Université du Minnesota.
Selon son ami de longue date, David Goldstein, Nolte est mort à Minneapolis en écoutant un de ses opéras préférés, un enregistrement de Norma de Vincenzo Bellini. Il souffrait d'un cancer de la prostate depuis deux ans. Il était âgé de 86 ans, son compagnon de plus de 50 ans, Terry Kilburn, lui survivant.
D'après une déclaration faite par David Goldstein, « Même lorsqu'il s'affaiblit il y a quelques jours, il riait et plaisantait. Charles était un personnage à plusieurs facettes qui adorait raconter des histoires, et il l'a fait au théâtre et dans les films et à l'opéra. C'était avant tout quelqu'un de bien ».

## Filmographie partielle
- 1953 : La Loi du scalp (War Paint) de Lesley Selander
- 1954 : The Steel Cage de Walter Doniger
- 1959 : Tout près de Satan (Ten Seconds to Hell) de Robert Aldrich
- 1960 : Sous dix drapeaux (Sotto dieci bandiere) de Duilio Coletti
- 1961 : L'Espionne des Ardennes (Armored Command) de Byron Haskin

## Théâtre
- 1947 - 1948 : Antoine et Cléopâtre (Antony and Cleopatra), production de Katharine Cornell, d'après William Shakespeare : rôle de Silius
- 1950 : Design for a Stained Glass Window, production de Jack Segasture : rôle de William Clitherow
- 1951 : Billy Bud,  production de Chandler Cowles et Anthony B. Farrell, d'après le roman de Herman Melville : rôle de Billy Bud
- Do Not Pass Go de Charles Nolte

## Opéra
- Livret de The Voyage of Edgar Allan Poe de Dominick Argento
- Livret de Valentino de Dominick Argento